# سفر به قعر دریا (مجموعه تلویزیونی)
سفر به قعر دریا (انگلیسی: Voyage to the Bottom of the Sea) نام یک مجموعهٔ تلویزیونی علمی-تخیلی آمریکایی است که در دهه ۶۰ میلادی و بر پایهٔ فیلمی به همین نام ساخته شد. چون سازندهٔ هر دو فیلم و سریال یکی بود، دکور صحنه، لباس‌ها، جلوه‌های ویژه سینمایی و لوازم به‌کاررفته در هر دو یکی بود.
این مجموعه تلویزیونی از ۱۴ سپتامبر ۱۹۶۴ تا ۳۱ مارس ۱۹۶۸ میلادی، به مدت چهار سال از شبکه تلویزیونی اِی‌بی‌سی پخش شد و رکورددار طولانی‌ترین سریال در دههٔ ۶۰ میلادی بود.
این سریال ۱۱۰ قسمت داشت که ۳۲ تای آن سیاه‌وسفید (۱۹۶۵–۱۹۶۴) و ۷۸ قسمت آن، رنگی تصویربرداری شد (۱۹۶۸–۱۹۶۵) و وقایع آن مربوط به اتفاقات آینده بود.